# Münsterkohlberg
Der Münsterkohlberg war der südwestliche Teil des Indereviers im Aachener Steinkohlenrevier. Er lag im Wesentlichen im heutigen Stolberger Stadtteil Münsterbusch. Beide Örtlichkeiten verdanken ihren Namen der langen Zugehörigkeit zur Reichsabtei Kornelimünster. 
Bereits um 1500 war hier Steinkohle in Pingen abgebaut worden. Eine Konzession zum kommerziellen Kohleabbau erhielten die Brüder Gerlach und Wilhelm Beck im Jahre 1591. Die Abbaurechte erlangte 1608 Zander Morenou, bevor der Förderbetrieb um 1650 vorübergehend eingestellt wurde. 1780 wurde eine neue Konzession an den Freiherrn Rudolf Konstanz Geyr von Schweppenburg erteilt. 1793 pachteten Johann Joseph de Berghes und Thomas D. Ehlers das Bergwerk.
1830 erwarb John James Cockerill im Verein mit den Gebrüdern Siegwart die Bergbaurechte und betrieb bis 1891 die sogenannte Grube James.